# Frank W. Wheeler

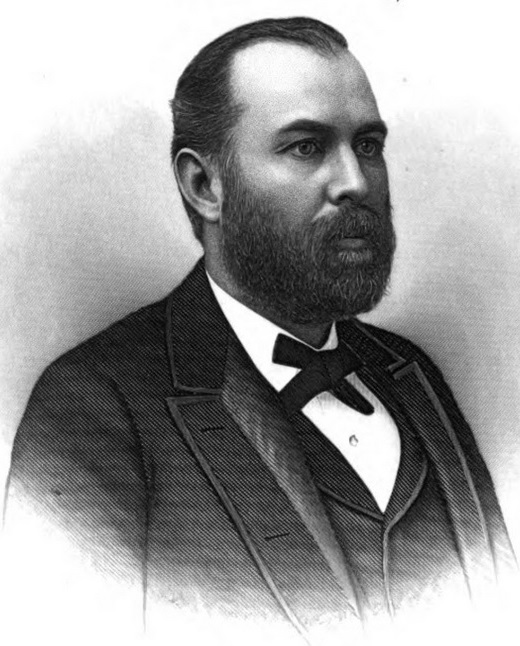
Frank W. Wheeler

Frank Willis Wheeler (* 2. März 1853 in Chaumont, New York; † 9. August 1921 in Saginaw, Michigan) war ein US-amerikanischer Politiker. Zwischen 1889 und 1891 vertrat er den Bundesstaat Michigan im US-Repräsentantenhaus.

## Werdegang
Frank Wheeler besuchte die öffentlichen Schulen seiner Heimat. Im Jahr 1864 zog er mit seinen Eltern nach East Saginaw in Michigan. Dort setzte er an der Saginaw High School und an der Ypsilanti State Normal School seine Ausbildung fort. Nach seiner Schulzeit wurde er im Schiffbau tätig. 1876 zog er nach West Saginaw, wo er Leiter der Saginaw River Tug Association wurde. In den folgenden Jahren war er weiterhin im Schiffbau tätig.
Politisch war Wheeler Mitglied der Republikanischen Partei. Bei den Kongresswahlen des Jahres 1888 wurde er im zehnten Wahlbezirk von Michigan in das US-Repräsentantenhaus in Washington, D.C. gewählt, wo er am 4. März 1889 die Nachfolge von Spencer O. Fisher antrat. Da er im Jahr 1890 auf eine weitere Kandidatur verzichtete, konnte er bis zum 3. März 1891 nur eine Legislaturperiode im Kongress absolvieren.
Nach seinem Ausscheiden aus dem US-Repräsentantenhaus nahm Wheeler seine früheren Tätigkeiten im Schiffbau wieder auf. Zwischen 1899 und 1917 lebte er in Detroit, ehe er nach Saginaw zurückkehrte, wo er die Saginaw Shipbuilding Co. gründete. Frank Wheeler starb am 9. August 1921 in Saginaw und wurde in Bay City beigesetzt.